# Förenade arabemiraten i olympiska sommarspelen 2000
Förenade arabemiraten deltog i de olympiska sommarspelen 2000 med en trupp bestående av fyra deltagare, alla män, men ingen av landets deltagare erövrade någon medalj.

## Friidrott
Herrarnas 200 meter
- Ali K. R. A. Al Neyadi
  1. Omgång 1 – 21.93 (gick inte vidare)